# Munktorp
Munktorp – miejscowość (tätort) w Szwecji, w regionie administracyjnym (län) Västmanland, w gminie Köping.
Według danych Szwedzkiego Urzędu Statystycznego liczba ludności wyniosła: 453 (31 grudnia 2015), 415 (31 grudnia 2018) i 429 (31 grudnia 2019).